# عواء أمازوني أسود
عواء أمازوني أسود (الاسم العلمي: Alouatta nigerrima) هو نوع من الحيوانات يتبع جنس سعدان العواء من فصيلة السعادين عنكبوتية.